# 洪星乡
洪星乡，是中华人民共和国安徽省黄山市黟县下辖的一个乡镇级行政单位。

## 行政区划
洪星乡下辖以下地区：
大星村、同川村、杨家墩村、红光村、长春村和联光村。

## 文物保护单位
洪星乡拥有以下文物保护单位：
- 仁寿堂，第五批黄山市文物保护单位（2017年公布），黟县洪星乡同川村奕村